# Поцілунок у щоку

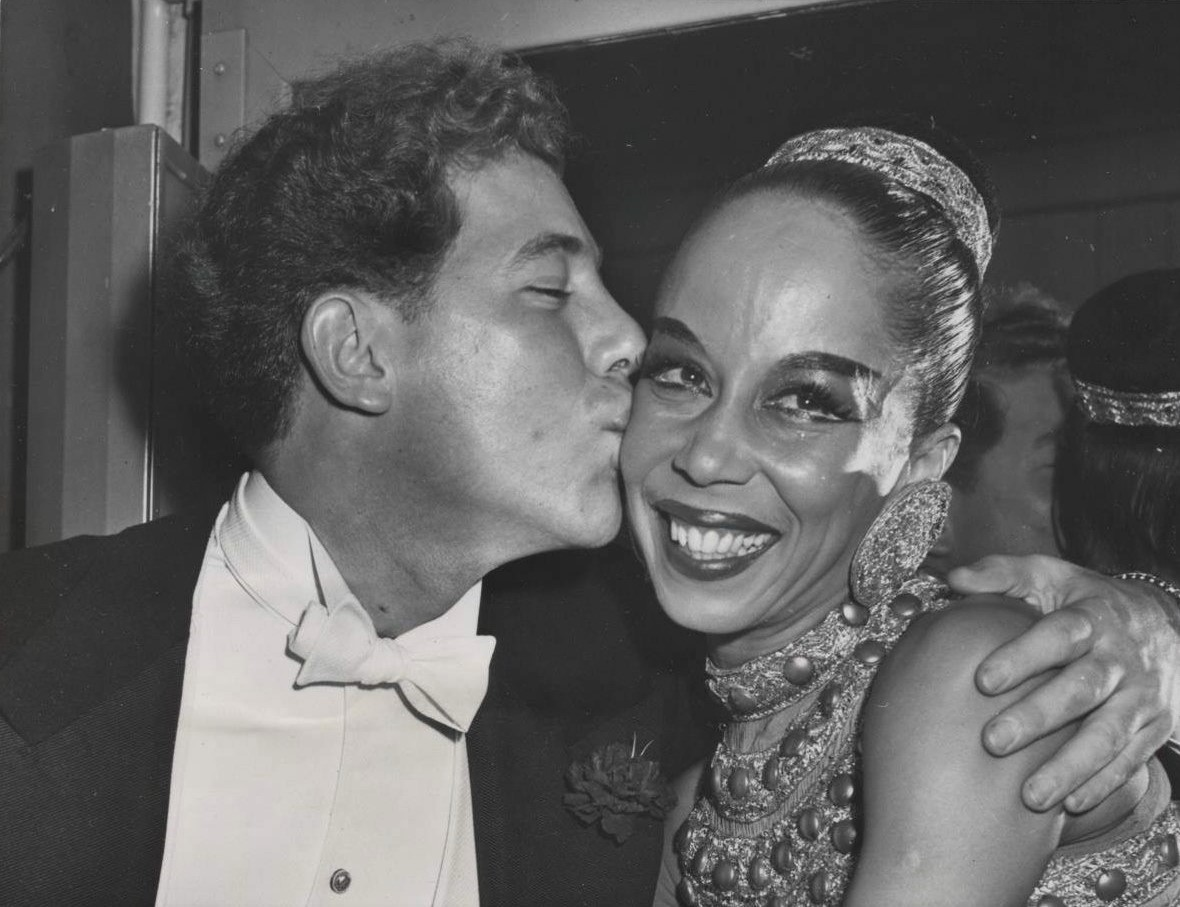
Поцілунок у щоку як знак дружби

Поцілунок у щоку — акт висловлення теплих почуттів до іншої людини за допомогою фізичного контакту губ до щоки. Найчастіше поцілунок у щоку може означати знак дружби чи прихильності.

## У різних регіонах

### Африка
Поцілунки в щіку поширені в країнах півострова Сомалі: Джибуті, Еритреї, Ефіопії і Сомалі, а також в арабських країнах. На півдні Сахари вони, навпаки, досить рідкісні. У ПАР в щоку цілуються в основному друзі чоловічої та жіночої статей, а інші як привітання використовують рукостискання або обійми.

### Океанія
В Австралії та Новій Зеландії поцілунки в щоку використовуються для привітань між близькими друзями, проте рукостискання та обійми більш поширені. Новозеландський народ маорі також використовує традиційне вітання хонги.